# Frühlings-Ehrenpreis
Der Frühlings-Ehrenpreis oder Frühlingsehrenpreis (Veronica verna) ist ein in Mitteleuropa selten vorkommender Angehöriger der Wegerichgewächse (Plantaginaceae). Er blüht vorwiegend im April und Mai.

## Erscheinungsbild
Die einjährige krautige Pflanze erreicht eine Wuchshöhe von 3 bis 30 cm. Der Stängel ist unverzweigt oder am Grunde verästelt. Er wächst aufrecht und ist in der Laubblattregion mehr oder weniger deutlich zweizeilig behaart. Die unteren Laubblätter sind gestielt, von eiförmig-lanzettlicher Gestalt und grob kerbig gezähnt. Die übrigen sind sitzend und geteilt und besitzen lineale Abschnitte. Sie sind dünn und von grasgrüner Färbung. 
Die Blüten sitzen in endständigen Trauben. Die Krone ist nur etwa 2 bis 3 mm lang und himmelblau gefärbt. Die Fruchtstiele haben eine Länge von etwa 1 bis 2,5 mm. Die Kapsel ist rundlich-nierenförmig, auf der Fläche kurz drüsenlos flaumig behaart, 2,5 bis 3 mm lang, 3,5 bis 4 mm breit und besitzt eine mehr oder weniger tiefe, stumpfwinklige Ausrandung. Der Griffel hat eine Länge von etwa 0,4 bis 0,6 mm und überragt die Ausrandung nicht.
Die Chromosomenzahl beträgt 2n = 16.

## Standortansprüche und Verbreitung
Der Frühlings-Ehrenpreis wächst auf Trockenrasen, in Sandgrasfluren und auf Äckern. Er bevorzugt trockene, meist lockere, kalkfreie und mehr oder weniger sandige Böden. Er ist in Mitteleuropa eine Charakterart der Klasse Sedo-Scleranthetea, kommt aber auch in lückigen Gesellschaften der Trockenrasen (Klasse Festuco-Brometea) und seltener in Gesellschaften des Verbands Aperion spica-venti vor.
Veronica verna kommt in Europa von Skandinavien bis Spanien, auf dem Balkan und in Russland vor. Weiter östlich reicht sein Verbreitungsgebiet von Westasien, Zentralasien, dem Kaukasusraum bis Indien, Pakistan, Sibirien und Xinjiang.
In Österreich und der Schweiz ist die Art selten und gebietsweise stark gefährdet.
Der Frühlings-Ehrenpreis kommt im östlichen Deutschland zerstreut, ansonsten selten vor.

## Ökologie
Der Frühlings-Ehrenpreis ist eine flachwurzelnde Frühlings-Ephemere.

## Systematik
Man kann folgende Unterarten unterscheiden:
- Veronica verna L. subsp. verna
- Veronica verna subsp. brevistyla (Moris) Rouy: Sie kommt auf Sardinien und Korsika vor.[3]

## Bilder

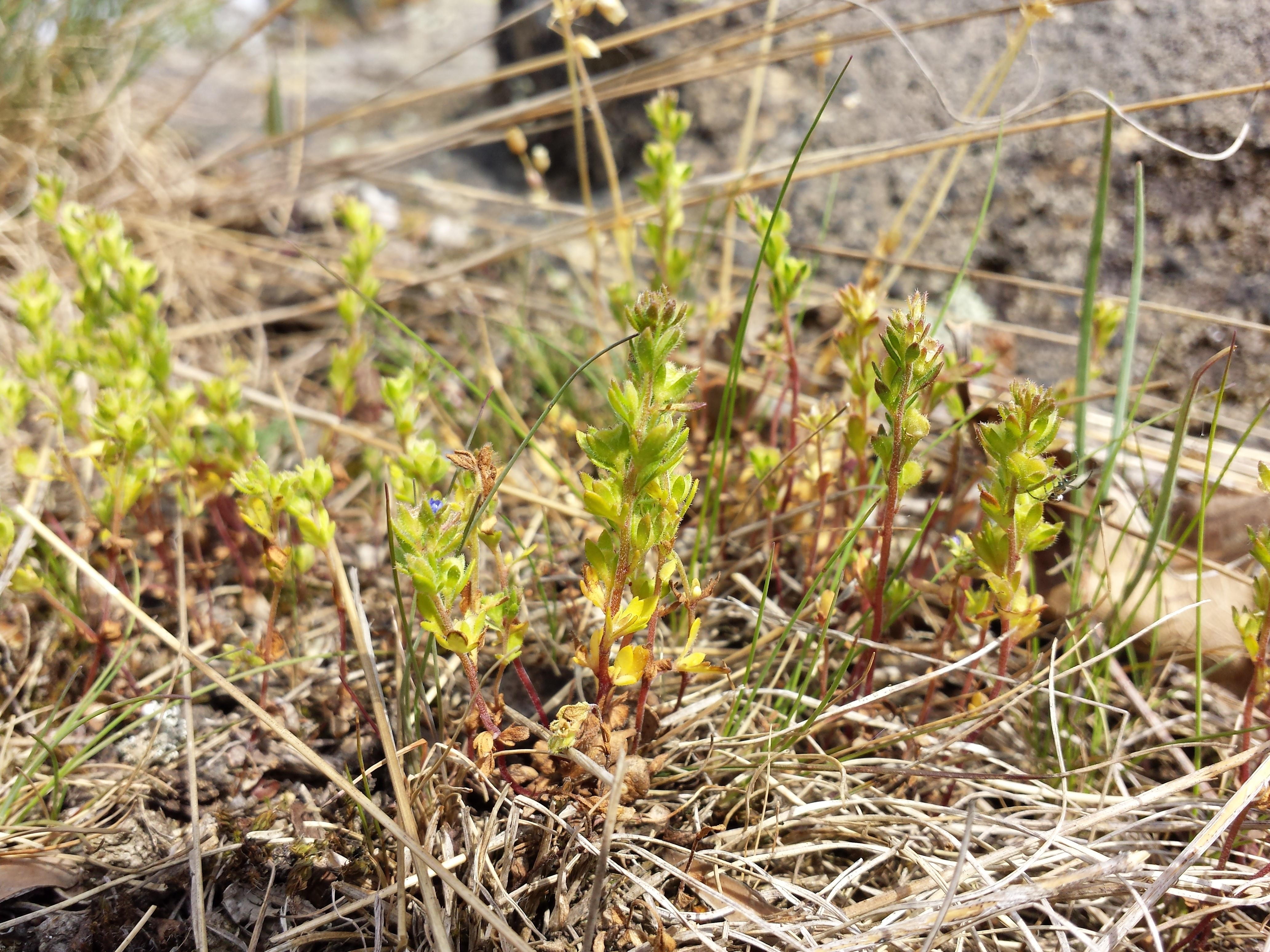
Habitus
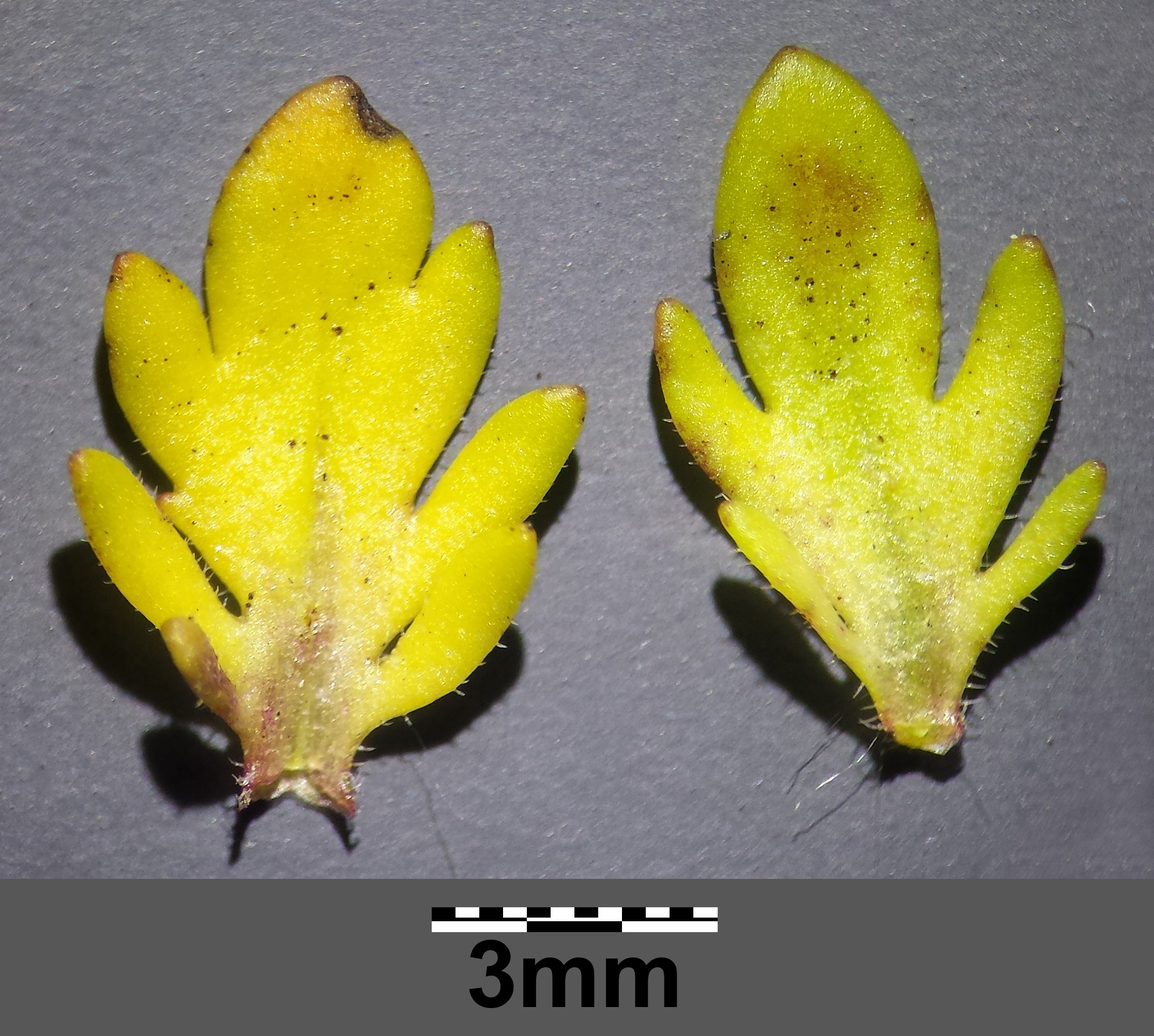
Die mittleren und oberen Laubblätter sind fiederspaltig bis fiederschnittig.
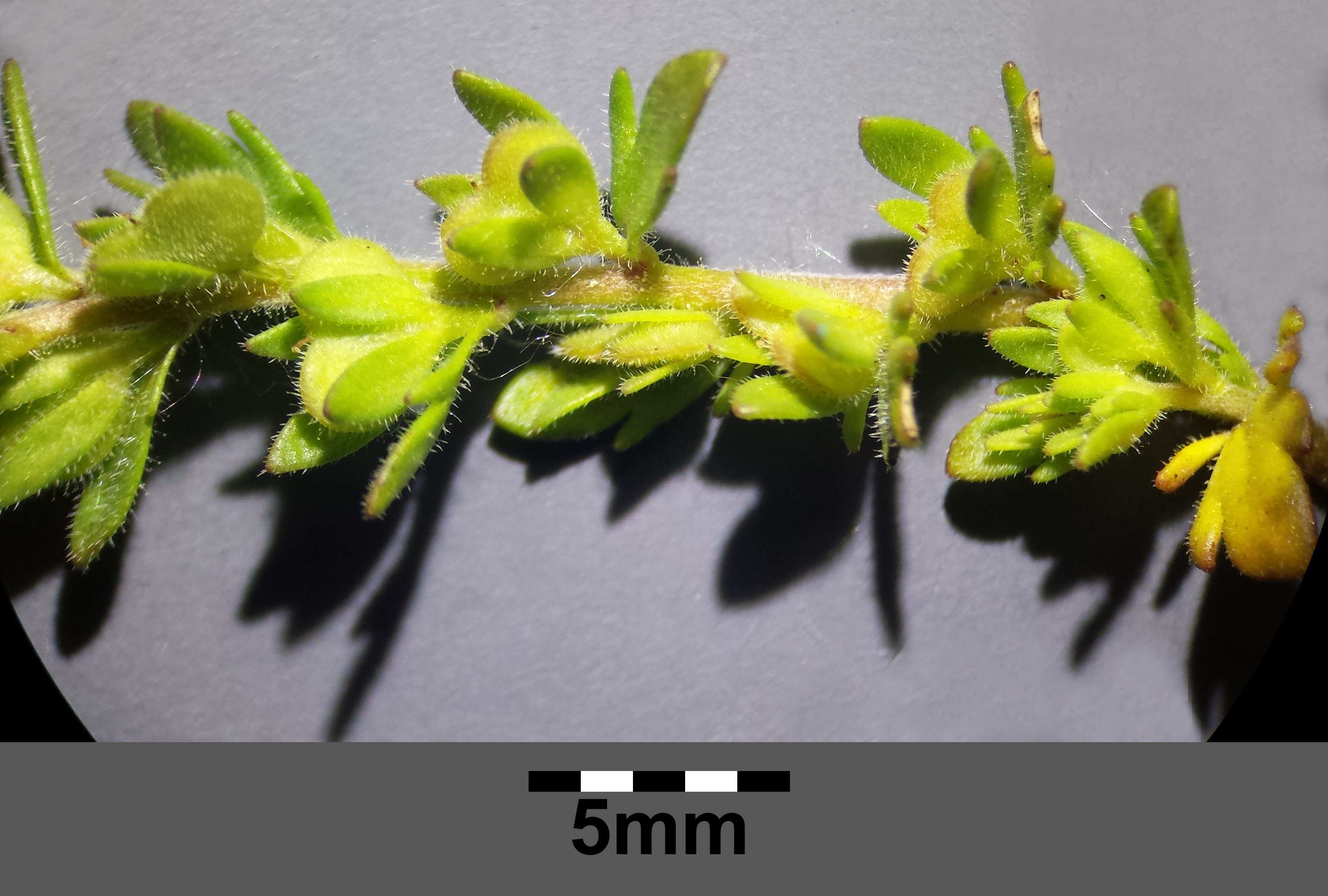
Fruchtstand
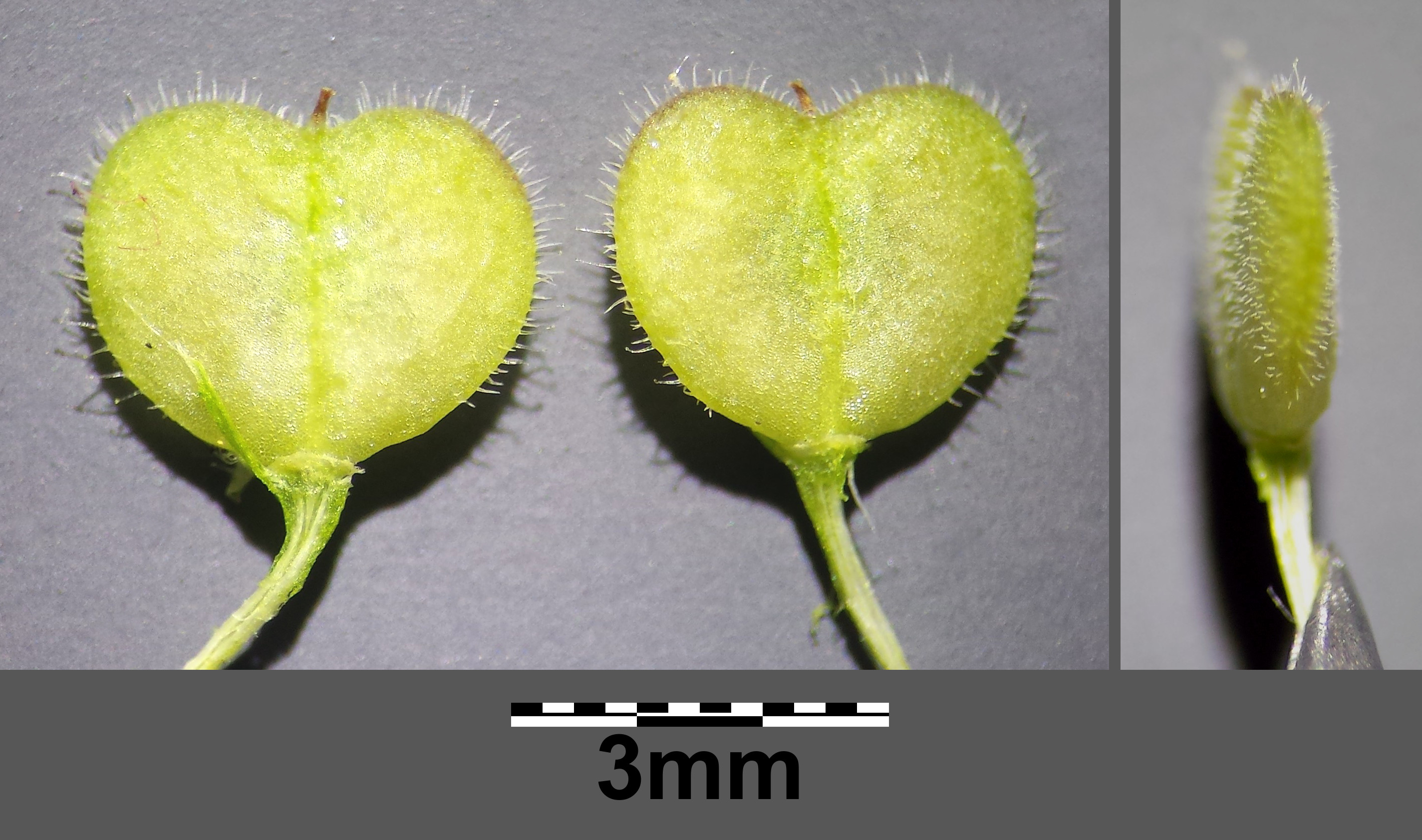
Die Früchte sind außen dicht kurz-flaumhaarig, der Griffel überragt die Kapselbucht nicht.